# Archangel (ruimteschip)
Archangel is een fictief ruimteschip uit de Japanse anime-televisieserie Mobile Suit Gundam SEED.

## Archangel
De Archangel is een aanvals- en basisschip van de Earth Alliance onder leiding van commandante Murrue Ramius. Het voornaamste doel van het schip is te dienen als lanceerplatform voor de Mobile Gundam Suits, zeer grote mensvormige robotruimtejagers die zowel in de ruimte als binnen de atmosfeer van een planeet of ruimtekolonie kunnen worden ingezet. Het schip kan 12 Gundams herbergen en in eerste instantie zouden vijf mecha's aan boord worden gebracht, namelijk het basismodel GAT-X102 Duel, aanvalsmodel GAT-X103 Buster,  stealth-model GAT-X207 Blitz, commando-unit GAT-X303 Aegis en de multi-modus GAT-X105 Strike. Het schip herbergt ook Mwu La Fllaga's TS-MA2mod.00 Moebius Zero, een ruimtejager (mobile armor), die 4 draadgestuurde gunbarrels heeft.
De Archangel heeft een laminaatbepantsering als bescherming tegen straalwapens, het pantser zorgt ervoor dat de energie van een straalwapen wordt verstrooid over de beplating van het hele schip. Na de eerste oorlog werd de Archangel geschikt gemaakt voor onderwater-operaties.

## Missies
De Archangel werd in het geheim gebouwd op de ruimtekolonie Heliopolis. Het eerste gevecht levert het schip op 25 januari C.E. (Cosmic Era) 71, wanneer ZAFT (Zodiac Alliance of Freedom Treaty) Heliopolis aanvalt, in een poging de Mobile Gundam Suits te veroveren. Hierbij komt de kapitein van de Archangel om het leven. Haar luitenant Natarle Badgiruel kan het schip activeren en raakt in gevecht met ZAFT-troepen. Niet veel later neemt Lt. Commander Murrue Ramius het bevel over. ZAFT kan alle mecha's veroveren, op de GAT-X105 Strike na, die door de jonge Kira Yamato gered wordt.
Nadat de Archangel zich bij de 8e vloot heeft gevoegd, worden twee FX-550 Skygraspers aan boord genomen. Tijdens een campagne op Aarde wordt de Strike in een dramatisch gevecht met de "Aegis" schijnbaar vernietigd en een Skygrasper neergeschoten en de GAT-X103 Buster heroverd. Later weet Kira Yamato de ZGMF-X10A Freedom-mecha van ZAFT te stelen. In juni loopt ZAFT-piloot Athrun Zala over en wordt hij met zijn ZGMF-X09A Justice toegevoegd aan de bemanning van de Archangel. Aan het eind van de oorlog bezit het schip 6 mecha's:
- 1 x "TS-MA2mod.00 Moebius Zero" (aan boord en niet gebruikt)
- 2 x "FX-550 Skygrasper" (aan boord en niet gebruikt)
- Kira Yamato - ZGMF-X10A Freedom Gundam **
- Dearka Elsman - GAT-X103 Buster
- Mwu La Fllaga - GAT-X105 Strike (die weer is gerepareerd met behulp van de reserveonderdelen die Morgenroete Inc. nog had.)

- - De Freedom en Justice behoorden formeel bij hun supportschip "Eternal". Tijdens de 2nd battle of Jachin Due is de Freedom echter vaker gelanceerd vanaf de Archangel dan het moederschip Eternal.